# Laughing Gravy
Laughing Gravy (Brasil: Em Estado Grave ) é um filme de comédia curta norte-americano de 1931, estrelado por Laurel & Hardy. Foi dirigido por James W. Horne, produzido por Hal Roach e distribuído pela Metro-Goldwyn-Mayer.

## Elenco

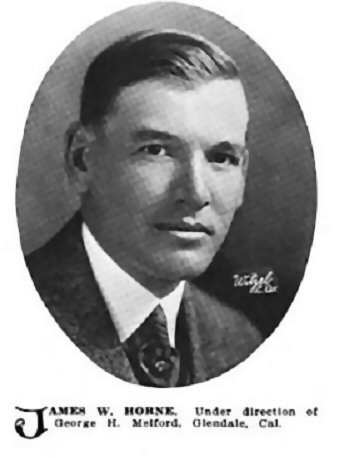
James W. Horne, diretor

- Stan Laurel
- Oliver Hardy
- Charlie Hall
- Harry Bernard